# NGC 1227
NGC 1227 è una galassia lenticolare situata nella costellazione di Perseo, a una distanza di circa 259 milioni di anni luce dalla nostra Via Lattea.

## Scoperta
La galassia è stata scoperta il 10 gennaio 1880 dall'astronomo francese Édouard Stephan.

## Descrizione
Data la sua luminosità superficiale pari a 14,09, NGC 1227 può essere classificata come una galassia a bassa luminosità superficiale (nella letteratura in lingua inglese abbreviata in LSB, acronimo di Low Surface Brightness). Le galassie LSB sono galassie di tipo diffuso (D) con una luminosità superficiale inferiore di almeno una magnitudine a quella del cielo notturno circostante.